# XX. Armee-Korps (Deutsches Kaiserreich)
Das XX. Armee-Korps war ein Großverband der Preußischen Armee.

## Geschichte

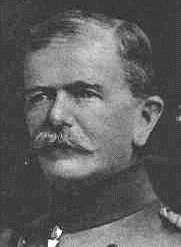
Friedrich von Scholtz

Das Korps wurde am 1. Oktober 1912 errichtet und hatte sein Hauptquartier in Allenstein. Es war der I. Armee-Inspektion unterstellt.

### Erster Weltkrieg
Zu Beginn des Ersten Weltkriegs war das XX. Korps (37. und 41. Infanterie-Division) unter General der Artillerie von Scholtz Teil der 8. Armee an der Ostfront in Ostpreußen. Vor Beginn der Schlacht bei Tannenberg zog General von Scholtz sein Korps vor der Übermacht der anmarschierenden russischen 2. Armee über die Linie Usdau-Mühlen zurück. Scholtz hatte am 25. August Anweisung seine Front zwischen Gilgenburg und Tannenberg defensiv zu halten, bis der Anmarsch des I. Reserve-Korps und des XVII. Armee-Korps im Rücken des Gegners wirksam werde. Das XX. Korps zog dabei die Masse des russischen XXIII. und XV. Korps auf sich und konnte den Druck nur mit Mühe standhalten. Links unterstützte ihm die 3. Reserve-Division des Generals von Morgen im Raum Hohenstein. Am rechten Flügel positionierte sich vor dem deutschen Angriff nach dem langen Bahntransport über Eylau das I. Armee-Korps des Generals von François im Raum Neidenburg. Nach dem bis Ende August errungenen Sieg bei Tannenberg war das Korps auch an der Schlacht an den Masurischen Seen maßgeblich beteiligt, in der auch die russische 1. Armee an die Angerapp zurückgedrängt wurde.
Ende September 1914 wechselte das Korps nach Ost-Schlesien zur neu aufgestellten 9. Armee und nahm nach dem Vorgehen über Tschenstochau an der Schlacht an der Weichsel teil, die vor Warschau wegen russischer Gegenangriffe abgebrochen werden musste. Im November 1914 trat das Korps im Zentrum der 9. Armee aus dem Raum Thorn nach Südosten an, kämpfte Mitte November bei Kutno und Ende November nach dem Vorgehen auf Stryków in der Schlacht von Łódź. Auch hier musste infolge starker russischer Gegenangriffe der Rückzug angetreten werden. Schon Anfang Dezember 1914 erfolgte ein neues Vorgehen der 9. Armee auf Łowicz, das XX. Korps folgte diesem Vorstoß bis hin zur Rawka. Anfang 1915 wurde das XX. Korps (Gruppe „Scholtz“) zurück zur 8. Armee in den Raum Johannisburg verlegt. Es hielt die Front gegenüber den am Narew im Raum nördlich Lomscha stehenden Feindkräfte und hatte dabei die 41. Infanterie-Division, die 1. Landwehr-Division sowie die 3. Reserve-Division unterstellt.
Das alte Armeeoberkommando 8 wurde aus der Front gezogen, als „Njemenarmee“ umbenannt und übernahm am 26. Mai 1915 von Tilsit aus die Führung der deutschen Streitkräfte in Kurland.
Oberstleutnant Detlof von Schwerin war am 25. Januar 1915 Chef des Generalstabes des XX. Armee-Korps und ab 26. Mai 1915 zugleich auch Chef des Generalstabes der 8. Armee geworden. Mit der Bildung der Armee-Abteilung Scholz am 8. Oktober 1915 übernahm Schwerin auch hier den Posten als Chef des Generalstabes. Nach dem Vorgehen zur Bobrlinie führte das Generalkommando des XX. Armee-Korps in der Zeit vom 26. Mai bis zum 18. September 1915 stellvertretend den Namen der 8. Armee im Raum Lyck. Erst im Dezember 1915 übernahm wieder die vorherige Kommandobehörde (Njemenarmee) ihre ursprüngliche Bezeichnung als AOK 8.
Am 18. September 1915 wurde das XX. Korps (damit gleichzeitig die stellvertretende 8. Armee) aufgelöst und der Stab zur Bildung der Armeegruppe „Scholtz“ verwendet, deren Verbände drangen im Herbst 1915 in Richtung Grodno nach Osten vor und wurden dort von der 12. Armee freigemacht.

### Armeeabteilung Scholtz und Armeeabteilung D
Das Generalkommando XX wurde am 28. Oktober 1915 in Armeeabteilung Scholtz umbenannt. Die Armeeabteilung „Scholtz“ verlegte nördlich und übernahm das Vorgehen der deutschen Truppen in den Raum Dünaburg, wo ihr das Korps Eben, das Korps Lauenstein und das Kavalleriekorps Richthofen unterstanden.
Am 3. Januar 1917 wurde die bereits seit einem Jahr im Stellungskrieg an der Düna liegende Armeeabteilung „Scholtz“ in Armeeabteilung „D“ umbenannt. Am 22. April 1917 wurde Günther von Kirchbach zum Oberbefehlshaber der Armeeabteilung D ernannt, am 12. Dezember 1917 wurde der sächsische Generaloberst Hans von Kirchbach sein Nachfolger. Im Januar 1918 unterstanden dem Großverband zwischen Düna und Dysna:
- Generalkommando 53 unter Generalleutnant Leo Limbourg mit der 85. Landwehr-Division, 3. Infanterie-Division, 5. Ersatz-Division und 23. Reserve-Division.
- Generalkommando 56 unter General der Kavallerie Götz von König mit der 23. Landwehr-Division, 87. Infanterie-Division und 8. Kavallerie-Division.

Vom 18. bis zum 28. Februar 1918 erfolgte zur Erzwingung des Friedens mit Sowjetrussland die Wiederaufnahme des Vormarsches. Am ersten Tag wurde Dünaburg besetzt, am 21. Februar folgte Rositten, am 23. Ostrow und am 24. wurde Pskow vom Generalkommando 53 erreicht. Das Generalkommando 56 erreichte um die gleiche Zeit Polozk, das aber bereits in den Vormarschstreifen der südlicher vorrückenden 10. Armee gehörte.
Infolge der Kriegslage wurde die Armeeabteilung D am 2. Oktober 1918 überflüssig und aufgelöst. Der freigewordene Stab diente am 2. Oktober 1918 zur Reaktivierung des XX. Armee-Korps, das unter dem Kommandierenden General Albrecht seinerseits bei der Heeresgruppe „Kiew“ letzte Verwendung als Sicherung der Ukraine und gegen die Rote Armee im Raum Poltawa fand.

## Gliederung

### Friedensgliederung 1914
- 37. Division in Allenstein
- 41. Division in Deutsch-Eylau
- Jäger-Bataillon „Graf Yorck von Wartenburg“ (Ostpreußisches) Nr. 1 in Ortelsburg
- Festungs-Maschinengewehr-Abteilung Nr. 2 in Lötzen
- Kommandeur der Pioniere XX. Armee-Korps in Graudenz
  - 2. Westpreußisches Pionier-Bataillon Nr. 23 in Graudenz
  - Masurisches Pionier-Bataillon Nr. 26 in Graudenz
- Masurisches Train-Bataillon Nr. 20 in Hammerstein (vorläufig)

### Kommandierender General
| Dienstgrad             | Name                   | Datum                                   |
| ---------------------- | ---------------------- | --------------------------------------- |
| General der Artillerie | Friedrich von Scholtz  | 01. Oktober 1912 bis 18. September 1915 |
|                        | Gen.Kdo. XX. aufgelöst | 18. September 1915 bis 2. Oktober 1918  |
| Generalleutnant        | Viktor Albrecht        | 02. Oktober 1918 bis 29. November 1918  |